# NEMO Kennislink
NEMO Kennislink is een Nederlandse website waarop wetenschappelijke informatie op een toegankelijke manier wordt gebracht. De doelgroep van Kennislink bestaat uit vooral scholieren en studenten. NEMO Kennislink maakt deel uit van NEMO, waar ook het NEMO Science Museum bij hoort.
Van 2001 tot en met 2011 was Carl Koppeschaar de ontwerpende hoofdredacteur van Kennislink. Van 2012 tot aan haar overlijden in 2019 was Sanne Deurloo zijn opvolger. Van 2019 tot 2022 vervulde Leon Heuts de functie. Robert Visscher volgde hem in 2022 op.

## Geschiedenis
Kennislink startte in 2002 en is uitgebreid van een site met uitsluitend bètawetenschappelijke ofwel exacte kennis naar een site waarop ook de inzichten van alfawetenschappen zoals taalkunde en gammawetenschappen belicht worden. 
Het project werd in opdracht van het Ministerie van Onderwijs, Cultuur en Wetenschap uitgevoerd door de Stichting Nationaal Centrum voor Wetenschap en Technologie.
De site kwam online op 15 april 2002. Tot 2005 beperkte Kennislink zich voornamelijk tot de exacte wetenschappen. Daarna kwamen daar ook de taal-, gedrags- en maatschappijwetenschappen bij. Sinds 2007 is ook een vakpagina voor economie en bedrijfskunde online.